# Ikue Mori
Ikue Mori (japonsky 森 郁恵, Mori Ikue; * 17. prosince 1953 Tokio) je japonská bubenice a grafická designérka. V roce 1977 navštívila New York a usadila se zde. Svou profesionální kariéru zahájila jako členka skupiny DNA. V roce 2000 nahrála spolu s Kim Gordon a DJ Olive album SYR5. Během své kariéry vydala řadu sólových alb a spolupracovala s dalšími hudebníky, mezi které patří Bill Laswell, Marc Ribot, Dave Douglas nebo Mark Nauseef. Rovněž hrála na několika albech Johna Zorna. Mimo svou hudební činnost také navrhovala obaly alb.